# Socialistische Partij van Koerdistan
De Socialistische Partij van Koerdistan of Koerdistan Socialistische Partij (Kurmanci: Partîya Sosyaîsta Kurdistan, PASOK) is een politieke partij in de Koerdische Autonome Regio. De partij is in 1975 opgericht. De PASOK deed mee aan de Parlementaire verkiezingen van de Koerdische Autonome Regio 1992, waarbij ze 2,6% van de stemmen hebben binnengehaald.